# Cristóbal Saavedra
Cristóbal Saavedra Corvalán (Viña del Mar, 1 de agosto de 1990) es un tenista chileno, profesional desde 2010. Su primera participación en un torneo ATP se dio por medio de una invitación en el Torneo de Santiago. 
Basa su juego en su revés, y tiene participación en dobles junto a su compatriota Guillermo Rivera. Individualmente no ha ganado Challenger, pero ha llegado a dos finales.
Entrenó en la academia de tenis del club Palestino dirigida por Marcos Colignon y Luis Guzmán, donde compartió con Gonzalo Lama, Guillermo Rivera, Tomas Conrads, Gabriel Aboitiz, Christian Garín, entre otros.

## Títulos enFutures(20; 7+13)

### Individuales (7)
| Leyenda                 |
| ATP Challenger Tour (0) |
| Futures (7)             |

### Detalle Títulos
| No. | Fecha'                  | Torneo'                     | Superficie'   | Oponente en la final' | Resultado'          |
| 1.  | 1 de noviembre de 2010  | Chile F3, Santiago          | Tierra batida | Juan Carlos Saez      | 2-6, 7-6(3), 7-6(5) |
| 2.  | 19 de diciembre de 2010 | Chile F9, Concepción        | Tierra batida | Stefano Travaglia     | 7-6(3), 6-1         |
| 3.  | 20 de junio de 2011     | Chile F4, Santiago          | Tierra batida | Guillermo Rivera      | 5-4 RET             |
| 4.  | 24 de octubre de 2011   | Chile F10, Santiago         | Tierra batida | Guillermo Hormazábal  | 6-3, 2-6, 6-4       |
| 5.  | 7 de noviembre de 2011  | Chile F12                   | Tierra batida | Giulio Torroni        | 6-2, 7-5            |
| 6.  | 3 de junio de 2012      | Chile F6, Viña del Mar      | Tierra batida | Guillermo Rivera      | 6-4, 6-1            |
| 7.  | 4 de agosto de 2013     | Egipto F18, Sharm El Sheikh | Tierra batida | Mazen Osama           | 6-3, 6-0            |

### Finalista en Singles (12)
| Leyenda                 |
| ATP Challenger Tour (0) |
| Futures (12)            |

| No. | Fecha                   | Torneo                | Superficie    | Oponente en la final | Resultado         |
| 1.  | 12 de octubre de 2009   | Chile F2, Santiago    | Tierra batida | Antonio Comporto     | 2-6, 5-7          |
| 2.  | 26 de octubre de 2009   | Chile F4, Santiago    | Tierra batida | Jorge Aguilar        | 7-6(10), 3-6, 3-6 |
| 3.  | 27 de noviembre de 2010 | Chile F6, Rancagua    | Tierra batida | Stefano Travaglia    | 4-6, 3-6          |
| 4.  | 15 de agosto de 2011    | Perú F2               | Tierra batida | Agustín Velotti      | 4-6, 3-6          |
| 5.  | 17 de octubre de 2011   | Chile F9, Concepción  | Tierra batida | Guillermo Hormazábal | 2-6, 0-6          |
| 6.  | 31 de octubre de 2011   | Chile F11, Concepción | Tierra batida | Guillermo Hormazábal | 4-6, 6-4, 2-6     |
| 7.  | 27 de agosto de 2012    | Rumania F9            | Tierra batida | Victor Crivoi        | 4-6, 3-6          |
| 8.  | 20 de julio de 2013     | Serbia F5             | Tierra batida | Attila Balazs        | 4-6, 0-6          |
| 9.  | 12 de agosto de 2013    | Egipto F20            | Tierra batida | Alberto Brizzi       | 5-7, 2-6          |
| 10. | 14 de julio de 2014     | Alemania F8           | Tierra batida | Peter Torebko        | 2-6, 4-6          |
| 11. | 11 de agosto de 2014    | Georgia F3            | Tierra batida | Gianluca Mager       | 4-2, RET          |
| 12. | 1 de septiembre de 2014 | Peru F5               | Tierra batida | Juan Carlos Saez     | 4-6, 5-7          |

### Dobles (19)
| Leyenda                 |
| ATP Challenger Tour (0) |
| Futures (19)            |

| N.º | Fecha                   | Torneo                | Superficie    | Pareja                   | Oponentes en la final                     | Resultado            |
| --- | ----------------------- | --------------------- | ------------- | ------------------------ | ----------------------------------------- | -------------------- |
| 1.  | 12 de julio de 2008     | Perú F2, Lima         | Tierra batida | Álvaro Raposo de Olivera | Jason Pinsky Brett Ross                   | 6-3, 6-4             |
| 2.  | 10 de octubre de 2009   | Chile F1, Antofagasta | Tierra batida | Guillermo Rivera         | Alejandro Koun Juan Manuel Valverde       | 7-6(2), 6-3          |
| 3.  | 16 de octubre de 2009   | Chile F2, Santiago    | Tierra batida | Guillermo Rivera         | Tobias Hinzmann Felipe Parada             | 7-5, 4-6, 10-4       |
| 4.  | 16 de agosto de 2010    | Argentina F17, Salta  | Tierra batida | Guillermo Bujniewicz     | Guillermo Goméz Gustavo Sterin            | 6-4, 3-6, 10-5       |
| 5.  | 25 de octubre de 2010   | Chile F2, Santiago    | Tierra batida | Guillermo Rivera         | Guillermo Hormazábal Rodrigo Pérez        | 6-7(4), 7-6(5), 11-9 |
| 6.  | 8 de noviembre de 2010  | Chile F4, Santiago    | Tierra batida | Guillermo Rivera         | Guillermo Hormazábal Rodrigo Pérez        | 6-3, 6-1             |
| 7.  | 22 de noviembre de 2010 | Chile F6, Rancagua    | Tierra batida | Guillermo Rivera         | Juan Carlos Saez Javier Muñoz             | 6-3, 6-4             |
| 8.  | 6 de diciembre de 2010  | Chile F8, Santiago    | Tierra batida | Guillermo Rivera         | Martin Rios Rodrigo Scattareggia          | 6-7(4), 7-6(5), 11-9 |
| 9.  | 18 de abril de 2011     | Argentina F2          | Tierra batida | Diego Álvarez            | Guillermo Durán Alejandro Kon             | 4-6, 7-5, 10-7       |
| 10. | 10 de octubre de 2011   | Chile F8              | Tierra batida | Guillermo Hormazábal     | Hans Podlipnik Ricardo Urzúa              | 2-6, 6-2, 12-10      |
| 11. | 13 de agosto de 2012    | Rumania F7            | Tierra batida | Alexandru Carpen         | Goran Tosic Denis Zivkovic                | 4-6, 7-6(6), 10-8    |
| 12. | 19 de noviembre de 2012 | Chile F12             | Tierra batida | Guillermo Rivera         | Mauricio Doria Medina Ricardo Urzúa       | 6-3, 5-7, 10-7       |
| 13. | 15 de abril de 2013     | Chile F1              | Tierra batida | Mauricio Echazu          | Luciano Doria Ryussei Makiguchi           | 5-7, 6-1, 10-8       |
| 14. | 11 de agosto de 2013    | Egipto F19            | Tierra batida | Mauricio Álvarez         | Oleg Dovman Mikhail Korovin               | 6-2 6-2              |
| 15. | 18 de agosto de 2013    | Egipto F20            | Tierra batida | Ricardo Urzúa            | Mauricio Álvarez Sebastian Rivera         | 6-4 6-2              |
| 16. | 5 de abril de 2014      | Chile F3              | Tierra batida | Guillermo Rivera         | Nicolas Jarry Guillermo Nunez             | 6-4 4-6 10-8         |
| 17. | 7 de junio de 2014      | Polonia F1            | Tierra batida | Ricardo Urzúa            | Marcin Gawron Grzegorz Panfil             | 6-7(3), 7-5, 10-8    |
| 18. | 21 de junio de 2014     | Hungría F3            | Tierra batida | Ricardo Urzúa            | Viktor Filipenko Tristan-Samuel Weissborn | 6-1, 6-1             |
| 19. | 12 de julio de 2014     | Bélgica F6            | Tierra batida | Ricardo Urzúa            | Ashok Narayana Max Schnur                 | 6-4, 7-5             |